# آراف‌ای مین (۱۸۸۷)
آراف‌ای مین (۱۸۸۷) (به انگلیسی: RFA Maine (1887)) یک کشتی بود که طول آن ۳۱۵ فوت ۲ اینچ (۹۶٫۰۶ متر) بود. این کشتی در سال ۱۸۸۷ ساخته شد.